# Хрисофемида (жена Стафила)
Хрисофемида (др.-греч. Χρυσόθεμις) — персонаж древнегреческой мифологии. 
Согласно Диодору, жена Стафила, мать Молпадии, Рео и Парфенос. Римский грамматик Минуциан Апулей, излагая сюжет, называет жену Стафила Хрисеидой (однако выяснилось, что его сочинение — мистификация автора эпохи Возрождения Целия Родигина, написанное в XVI веке) Согласно Гигину, Хрисофемида родила дочь Парфенос от Аполлона.